# Ciclismo ai XVII Giochi dei piccoli stati d'Europa
Le competizioni di ciclismo su strada ai XVII Giochi dei piccoli stati d'Europa si sono svolte dal 30 maggio al 3 giugno 2017.

## Calendario
| F | Finale |

| Ciclismo su strada                |   |  |  |   |   |
| Corsa in linea maschile           | F |  |  |   |   |
| Corsa a cronometro maschile       |   |  |  |   | F |
| Corsa in linea femminile          | F |  |  |   |   |
| Corsa a cronometro femminile      |   |  |  |   | F |
| MTB                               |   |  |  |   |   |
| Corsa in linea maschile           |   |  |  | F |   |
| Corsa a cronometro maschile       |   |  |  | F |   |
| Corsa in linea maschile a squadre |   |  |  | F |   |

## Podi

### Maschile
| Evento                   | Oro               | Argento            | Bronzo                         |
| Corsa in linea           | Pit Layder        | Federico Olei      | Andrej Petrovski               |
| Corsa in linea a squadre | San Marino        | Andorra            | Malta                          |
| Corsa a cronometro       | Andreas Miltiadis | Victor Langellotti | Julio Alfredo Pintato Madrigal |
| MTB                      | Soren Nissen      | Andreas Miltiadis  | Guy Diaz Grollier              |
| MTB a squadre            | San Marino        | Cipro              | Islanda                        |

### Femminile
| Evento                   | Oro                | Argento                       | Bronzo                        |
| Corsa in linea           | Elise Maes         | Erla Sigurlaug Sigurdardottir | Edie Rees                     |
| Corsa in linea a squadre | Lussemburgo        | Malta                         | Non assegnato                 |
| Corsa a cronometro       | Antri Christoforou | Elise Maes                    | Anne-Sophie Harsch            |
| MTB                      | Fabienn Schaus     | Antri Christoforou            | Erla Sigurlaug Sigurdardottir |

## Medagliere
| Pos.   | Paese       | Oro | Argento | Bronzo | Totale |
| ------ | ----------- | --- | ------- | ------ | ------ |
| 1      | Lussemburgo | 5   | 1       | 2      | 8      |
| 2      | Cipro       | 2   | 3       | 0      | 5      |
| 3      | San Marino  | 2   | 1       | 0      | 3      |
| 4      | Islanda     | 0   | 1       | 2      | 3      |
| 5      | Andorra     | 0   | 1       | 2      | 3      |
| 6      | Malta       | 0   | 1       | 1      | 2      |
| 7      | Monaco      | 0   | 1       | 1      | 2      |
| Totale | Totale      | 9   | 9       | 8      | 26     |